# 许卫国 (1955年)
许卫国（1955年3月—），辽宁盖州人。1974年加入中国共产党。中共中央党校研究生院经济管理专业毕业，研究生学历。历任中共盖县县委宣传部部长、县委常委、县纪委书记、常务副县长，营口市委副秘书长、秘书长、市委常委、副书记、代市长、市长、市委书记，辽宁省纪委常务副书记等职。2001年10月任中共辽宁省委常委，2003年1月至2013年1月兼任辽宁省人民政府常务副省长。2013年4月，升任中共辽宁省委副书记、省委党校校长。2015年8月至2017年9月任最高人民检察院党组成员、中央纪委驻最高检纪检组组长。